# Prochor Pieczerski
Prochor Pieczerski – święty mnich prawosławny.
Pochodził z okolic Smoleńska. W XI wieku pojawił się w monasterze pieczerskim, gdzie poprosił ihumena Joanna o możliwość złożenia ślubów monastycznych.  Przełożony zgodził się, nadając mu imię mnisze Prochor.
Prowadził życie ascety, żywiąc się lebiodą zamiast chleba i pijąc jedynie wodę. Według legendy posiadał dar przemiany lebiody w chleb, jaki otrzymał po wielu latach tak surowego życia; w czasie klęski głodu w Kijowie mnich karmił potrzebujących tak powstałym chlebem. Według tradycji miał również zdolność cudownego tworzenia soli i czynienia innych cudów.
W szczególny sposób opiekował się księciem kijowskim Świętopełkiem, który złożył przed nim ślub nieposługiwania się przemocą w swojej działalności, a przed swoimi wyprawami wojennymi przeciw Połowcom za każdym razem prosił go o błogosławieństwo.
Zmarł 10 lutego 1107 i został pochowany w Bliższych Pieczarach monasteru kijowskiego. Jest jednym z bohaterów opowiadań o mnichach zawartych w Pateryku Kijowsko-Pieczerskim.